# Камерота, Бретт
Бретт Камерота (англ. Brett Camerota, род. 9 января 1985 года в Солт-Лейк-Сити) — известный американский двоеборец, призёр олимпийских игр.
В кубке мира Камерота дебютировал в 2006 году, на сегодняшний день лучшим выступлением в нём является для него 6-е место в командных соревнованиях и 18-е в личных. Лучшим достижением в итоговом зачёте Кубка Мира для Камероты является 50-е место в сезоне 2006-07.
Принимал участие в Олимпиаде-2006 в Турине, где стал 38-м в индивидуальной гонке.
На Олимпиаде-2010 в Ванкувере выиграл серебряную медаль в командных соревнованиях, кроме того стал 36-м в соревнованиях на нормальном трамплине + 10 км.
За свою карьеру участвовал в двух Чемпионатах мира, на которых не поднимался даже в 30-ку лучших.
Использует лыжи производства фирмы Fischer.